# Jean Liedloff
Jean Liedloff (ur. 26 listopada 1926 w Nowym Jorku, zm. 15 marca 2011 w mieście Sausalito) – amerykańska pisarka, znana ze swojej wydanej w 1975 roku książki zatytułowanej „The Continuum Concept” (koncepcja kontinuum, w Polsce wydana pod tytułem „W głębi kontinuum”).
Jean Liedloff urodziła się w Nowym Jorku. Jest absolwentką Drew Seminary for Young Women. Rozpoczęła również studia na Cornell University, których nie ukończyła.
Podczas wyprawy do Wenezueli w poszukiwaniu diamentów poznała miejscową ludność z plemienia Yequana. Zafascynowana ich sposobem życia podjęła decyzję o powrocie do Wenezueli. Owocem jej kilkumiesięcznego życia wśród Yequana jest książka „The Continuum Concept”, w której Liedloff próbuje przedstawić kulturę Yequana, szczególnie skupiając się na ich sposobie wychowywania dzieci.
W latach 1968–1970 Liedloff była redaktorką pisma „The Ecologist”.